# ويليام بي. كالدويل الثالث
ويليام بي. كالدويل الثالث (بالإنجليزية: William B. Caldwell, III)‏ هو عسكري أمريكي، ولد في 20 يوليو 1925، وتوفي في 17 مارس 2013 في كولومبوس في الولايات المتحدة.